# Seasons of Blood and Hope
Seasons of Blood and Hope är en dansk dokumentärfilm från år 2001 och som är skriven och regisserad av Lars Johansson.

## Handling
Regissören söker upp bönder på landsbygden, handlarna i småstäderna, de bortglömda, de förbisedda och de namnlösa som kriget i Kosovo har svept över och som trots det bygger de upp sina liv igen och fortsätter framåt.

### Fotnoter
1. 1 2 3 4 5  Filmdatabasen.[källa från Wikidata]
2. ↑  Filmdatabasen - Det Danske Filminstitut.